# Нижчезуб стрункий
Нижчезуб стрункий (Entodon concinnus) — вид мохів порядку гіпнобрієвих (Hypnales).

## Поширення
Ареал охоплює такі частини світу: Європа, Північна Америка, Азія.
Населяє ґрунт, скеля, вапняні ділянки; від низьких до високих висот.

## Характеристика
Рослини в нещільних або зрідка щільних килимках від жовто-зелених до коричнево-жовтих. Стебла до 10 см, від розпростертих до висхідних, перисті. Листки випростані, видовжено-яйцюваті, 1.5–2 мм (на гілках 1–1.3 мм); краї загнуті дистально, цілі; верхівка округло-тупа. Вид дводомний. Коробочкові ніжки червонуваті, 1.3–2.5 см. Коробочка циліндрична, 2–2.5 мм. Спори 11–14 мкм.